# Hoeocryptus fervens
Hoeocryptus fervens là một loài tò vò trong họ Ichneumonidae.